# Treehouse of Horror X
"Treehouse of Horror X" är avsnitt fyra av säsong elva av Simpsons och den tionde i serien Treehouse of Horror. Avsnitt sändes på Fox den 31 oktober 1999. I "I Know What You Diddily-Iddily-Did", dödar Marge av misstag Ned Flanders och familjen försöker lista ut vem, förutom de själva, som vet att de gjorde det. I "Desperately Xeeking Xena" får Bart och Lisa superkrafter och måste rädda Lucy Lawless som Xena från Comic Book Guys alter ego The Collector och i "Life's a Glitch, Then You Die" orsakar Homer att världen går under på grund av Y2K-problemet. "Treehouse of Horror X" regisserades av Pete Michels och skrevs av Ron Hauge, Donick Cary och Tim Long. I avsnittet medverkar Lucy Lawless, Tom Arnold och Dick Clark som sig själva. Frank Welker gör rösten som Ned Flanders när han är varulv. Avsnittet sågs av 8,7 miljoner och vann en CINE Golden Eagle Award och nominerades till en Golden Reel Award i kategorin "Best Sound Editing - Television Animation.

## Handling
Kang & Kodos håller i en varieté, med en publik bestående av rymdvarelser, men de får inget bra mottagande hos publiken. Familjen Simpson kollar på varietén på TV. Homer är en gubben-i-lådan figur från "Treehouse of Horror II", Marge är en häxa från "Treehouse of Horror VIII", Bart är en halvmänniska-halvfluga från "Treehouse of Horror VIII". Maggie är en rymdvarelse från "Treehouse of Horror IX" och Lisa är ett offer för ett mord med yxa. Lisa frågar familjen vad rymdvarelser har att göra med Halloween, och Maggie ber henne vara tyst och siktar med en laserpistol på henne och hon försvinner.

### I Know What You Diddily-Iddily-Did
Det är en dimmig kväll med fullmåne. Familjen Simpson åker bil på en väg där Marge av misstag kör på Ned Flanders och dödar honom. Homer lyckas övertyga Maude att Ned dog av en olyckshändelse och att han inte vill ha en obduktion. Strax efter Neds begravning hittar familjen texten "Jag vet vad du gjorde!" skrivet i blod överallt. Ett monster börjar efter ett tag jaga dem och de flyr från hemmet. Monstret fångar dem till slut och de finner att monstret är Ned som blivit biten av en varg och blivit en varulv. Strax därefter dyker en fullmåne upp som gömt sig bakom molnen och Ned förvandlas till en varulv och Marge, Bart, Maggie och Lisa springer iväg medan Ned börjar attackera Homer.

### Desperately Xeeking Xena
Barnen i Springfield tvingas ta godiset de fångar genom en röntgenapparat under Halloween. När Bart och Lisa är där för att röntga sitt godis exploderar maskinen och de två blir utsatta för strålning. Lisa blir stark och Bart kan stretcha sig. De två börjar använda krafterna som superhjältar gör och kallar sig "Stretch Dude & Clobber Girl". Efter en tid är Lucy Lawless (klädd som Xena) på ett science fiction-konvent där skurken "The Collector" kidnappar henne med hjälp av en magnet för att ta henne till sin samling. The Collector tar henne till sin bostad där han sätter henne i en plastfilm för förvara henne. Stretch Dude och clobber Girl har hört vad som hänt och försöker befria "Xena", men de tas också till fånga och han tänker låta dem bli täckta av polymetylmetakrylat. Lawless bestämmer sig då för rädda både Stretch Dude och clobber Girl. Hon lyckas få honom att öppna en ljussabel i begränsad upplaga  från Star Wars: Episod I – Det mörka hotet vilket gör att Lawless då berättar att han öppnat paketet och The Collector får då panik, då den är inte längre är i originalförpackningen. Lawless lyckas då komma ur plasten och slå ner The Collector samt rädda Stretch Dude och clobber Girl.

### Life's a Glitch, Then You Die
Det är 31 december 1999 i Springfield. Homer har inför dagen fått arbetet att gå igenom Y2K-problemet på Springfields kärnkraftverk vilket han inte gjort förut. Vid tolvslaget blir det kaos i hela världen då datorerna på kraftverket börjar skicka ett datavirus över hela elnätet. Hela jorden håller på att utplånas och när Krusty dör framför familjen Simpson, då hans pacemaker slutar fungera, upptäcker de att världens smartaste och bästa personer ska få åka till Mars för att skapa en ny värld. Familjen går till raketen men de släpper bara in Lisa och en förälder till henne och hon väljer Marge. Homer och Bart blir ledsna, men hittar sedan en annan raket och lyckas ta sig ombord på den. När raketen lyft upptäcker de två att på raketen finns Ross Perot, Tom Arnold, Andy Dick och många andra jobbiga kändisar och de inser att de ska till solen för att dö, och inte överleva på Mars. Homer och Bart orkar dock inte med kändisarna, och innan de kommit till solen hoppar de ut ur rymdskeppet och exploderar i kosmos.

## Produktion
"Treehouse of Horror X" regisserades av Pete Michels och skrevs av Donick Cary, Tim Lång och Ron Hauge. Avsnittet sändes ursprungligen den 31 oktober 1999. "I Know What You Diddily-Iddily-Did" skrevs av Cary. Cary har sagt att han kom på den delen efter att ha tittat på Jag vet vad du gjorde förra sommaren. Istället för Ned skulle dock farfar Simpson tagit hand om rollen som varulv i början, som skulle jaga Homer inuti en skridskorink. Även om farfar inte är med i delen ser man Springfield Roller Disco i avsnittet. Cary gjorde bara ett första utkast innan han började med den animerade Austin Powers-serien, där hade inte sista delen med avslöjandet om att Ned var varulven med.   "Desperately Xeeking Xena" skrevs av Long. I början av avsnittet har Milhouse en plastmask med en bild av Radioactive Man. Scenen bygger på en upplevelse från Longs barndom. Introlåten för "Stretch Dude & Clobber Girl"' skrevs av Long och musiken av Alf Clausen. Den låten finns på soundtrackalbumet, The Simpsons: Testify. I avsnittet slår Stretch Dude och Clobber Girl till mot Saddam Hussein. Enligt Long diskuterades det om man skulle anfalla Hussein eller Ruhollah Khomeini. Lucy Lawless medverkar som sig själv i avsnittet där Lawless har sagt att hon gillade manuset. Lawless regisserades av Scully, Lawless har sagt att Simpsons är den bästa serien som hon gästskådespelat i. "Life's a Glitch, Then You Die" skrevs av Hauge. Enligt regissören Michels liknar raketen som transporterade de "bästa och smartaste" glassen popsicle. Medarbetarna i Simpson hade svårt att hitta gästskådespelare till den andra raketen och bara Tom Arnold spelar sig själv. I avsnittet är Arnold avbildad som en irriterande, inte-så-stor kändis. Även om det mest var på skämt, ville Arnold göra lite som han ville. Enligt Hauge Scully är Arnolds medverkande godkänt. Segmentet har också Dick Clark med som sig själv. Några månader efter att avsnittet sänts berättade Clark för Hauge att avsnittet har gett honom mest respons av allt han gjort.

## Kulturella referenser
Början med Kang och Kodos är en referens till Martin och Lewis och Smothers Brothers.
 "I Know What You Diddily-Iddily-Did" är baserat på Jag vet vad du gjorde förra sommaren. I början av segmentet flyr familjen från en grupp vampyrer som håller ett paket med Sugar Sugar Crisp och Homer börja sjunga en jingel om cornflakes. Sugar Sugar Crisp är en referens till Golden Crisp, medan jingeln är från Golden Crisps maskot Sugar Bear. Det finns en rollfigur i Marvel Comics som heter Collector är inte The Collector baserat på honom. När Lawless sitter fast med elektromagnet, säger The Collector "söta Xena, vårda den som en Rolo" som en hänvisning till att de som jobbade med Simpson fick Rolos gratis. I The Collectors håla, finns även andra figurer som Matt Groening, Tom Baker, Yasmine Bleeth, Gilligan, Spock och Seven of Nine finns i hans samling. Segmentet har också seriens första hänvisningen till Star Wars: Episod I – Det mörka hotet, när The Collector använder en oanvänd ljussabel.  Eftersom avsnittet skrevs innan filmen släpptes, gjordes inga fler hänvisningar. När The Collector gör han samma scen som Lorne Greenes karaktär Commander Adama i Battlestar Galactica.  Hauge baserade "Life's a Glitch, Then You Die" på Y2K samt Flykten från jorden.. I delen medverkar flera kändisar som Mel Gibson och Mark McGwire, Bill Gates, Ron Howard, Jimmy Carter, Michael Jordan, Pauly Shore, Ross Perot, Dan Quayle, Courtney Love och Tonya Harding.

## Mottagande
Avsnittet sändes 31 oktober 1999 och fick en Nielsen rating, som gav 8,7 miljoner tittare och på plats 34 över mest sedda program under veckan. Efteråt sändes vid premiären en repris av "Treehouse of Horror IX". Under 2000, "Treehouse of Horror X" vann avsnittet en CINE Golden Eagle Award och nominerades till en Golden Reel Award i kategorin "Best Sound Editing - Television Animation". Colin Jacobson från DVD Movie Guide anser att "Treehouse of Horror X" fortsätter trenden med bra Treehouse of Horror-avsnitt. Jacobsons anser att "Life's a Glitch, Then You Die" är den svagaste. Ian Jane på DVD Talk anser att detta är en av säsongens bästa avsnitt och Jane innehåller en stor blandning av skräckfilmsparodier och Halloweentema som är roligt i Springfield. Seb Patrick ansåg 2007 att "Desperately Xeeking Xena" är en av de bästa Treehouse of Horror-delarnana, han gillade inte Bart och Lisas del men delen med Comic Book Guy. Under 2009 när The Collector föreslogs gifta sig med Lawless är enligt IGN Comic Book Guys bästa repliker.